# Ерекция
Ерекцията (от латински: erectio) е рефлексно съдово явление, което се дължи на парасимпатикови импулси. Неговото биологично значение е да създаде възможност за имисио на половия член във влагалището на жената. Ерекцията се получава психогенно много преди коитуса и се дължи на интензивната вазоконгестия, която настъпва в продължение на няколко минути. В резултат се променя както дължината, така и дебелината на половия член, който се уголемява и втвърдява.
Механизмът на ерекцията не е напълно ясен. Смята се, че главният фактор за нейното настъпване е отпускането на тонуса на артериалната стена поради вазодилатативния ефект на парасимпатикуса и настъпването на активна хиперемия в съдовете на пениса и кавернозните тела. Настаналата възбуда в половите центрове на хипоталамуса и лимбичната система се предава по гръбначния мозък до половия член, където се отделя азотен окис. Той предизвиква релаксация на гладката мускулатура. В артериите на пениса се намират особени уплътнения, т. нар. възглавнички на Ебнер. Те се отпускат и отварят път за обилно нахлуване на кръв в кавернозните тела. По всичко изглежда тук играят роля редица медиатори (например фосфодиореза-5), инхибицията на които води до разширяване на кръвоносните съдове на половия член. Така, за да се осъществи ерекция, е необходим сексуален стимул, който да повиши количеството на азотен окис, като ерекцията се засилва поради много забавеното му разграждане.
Допуска се, че заедно с активната хиперемия за осъществяването на ерекцията допринася и пасивната хиперемия, която настъпва поради опъване на мускулите на тазовото дъно, а може би и от препълнения пикочен мехур. С последното някои обясняват и сутрешната ерекция, но нейният механизъм вероятно е много по-сложен и е свързан с промените на вегетативния тонус по време на сън.
Паралелно с промените в кавернозните тела на пениса настъпват у аналогични явления и в кавернозните тела на уретрата и главичката на пениса. Уретралното кавернозно тяло обаче е много по-малко, поради което неговата ерекция е по-слаба, така че не затваря уретралния канал и не пречи на еякулацията. Главичката на члена набъбва, но все пак остава мека и подобно на възглавничка покрива и предпазва по време на коитус половия орган на мъжа, а и на жената от травми.
Стабилността на ерекцията по време на копулативния цикъл е променлива. Отклоняването на вниманието от несексулани дразнители може бързо и рязко да намали ерекцията, а продължаването на еротичното стимулиране отново да я възстанови.
По време на ерекцията семенното възвишение, което също има кавернозни тела, набъбва и стеснява семенния поток, като прегражда достъпа на урината в уретрата, както и преминаването на еякулат към пикочния мехур. Това се осигурява и от рефлексния спазъм на вътрешния сфинктер на пикочния мехур. По време на половата възбуда се активира секрецията на уретралните жлези на Cowper и на Littrei – т. нар. либидозна уретрорея (предсеменна течност). Обикновено този секрет е незабележим, но понякога той може да е обилен и да изтича като бистра безцветна капка. Секретът овлажнява гениталните органи и улеснява имисиото. В него обаче могат да се намират живи сперматозоиди и това да стане причина за неочаквана бременност. При еротична стимулация скротумът се повдига нагоре.